# Aeroporto di Istanbul (2018)

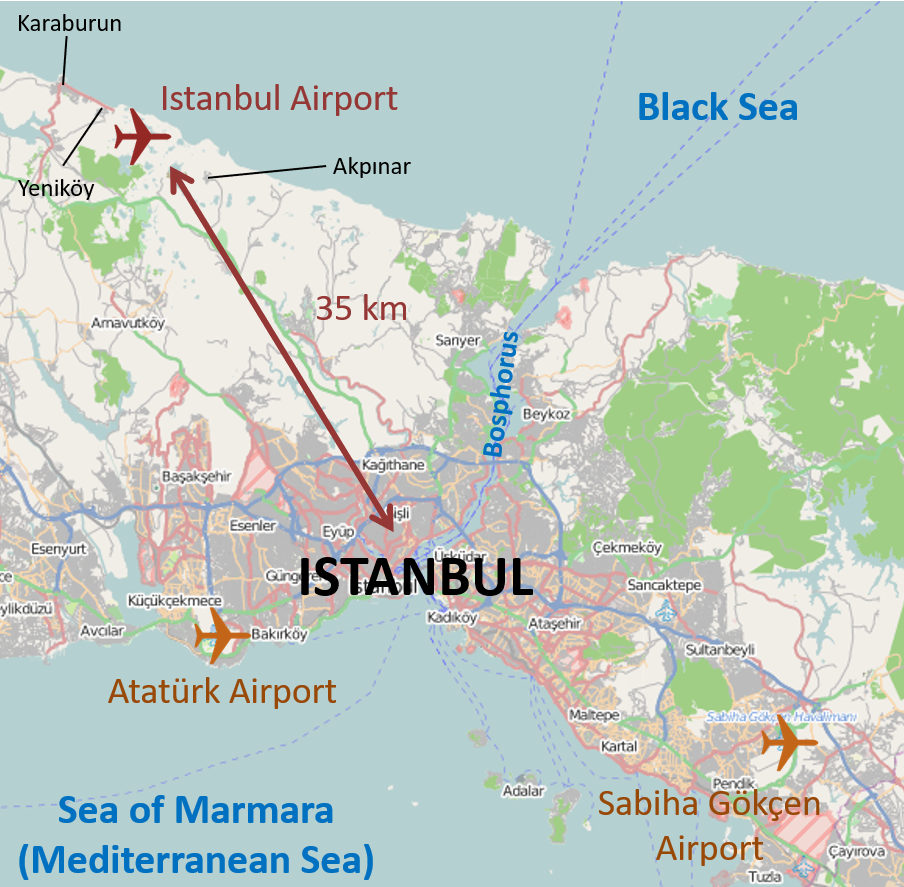
Distanza dell'aeroporto dal Centro Città

L'Aeroporto di Istanbul (IATA: IST, ICAO: LTFM) (in turco: İstanbul Havalimanı) è il principale aeroporto che serve la città di Istanbul, in Turchia, nonché uno dei due aperti al traffico passeggeri nella città insieme all'Aeroporto Sabiha Gökçen, situato in Asia. 
A partire dal 28 ottobre 2018 ha sostituito progressivamente l'Aeroporto Atatürk, quest'ultimo rimasto operativo solo per manutenzione-tecnica, aviazione generale, taxi aereo, voli aziendali e aerei statali e diplomatici.
Dal 6 aprile 2019 il codice aeroportuale IATA "IST" è stato trasferito al nuovo aeroporto, scambiando il codice provvisorio "ISL" con l'aeroporto Atatürk.
L'aeroporto è stato inaugurato il 29 ottobre 2018, data in cui la compagnia aerea Turkish Airlines ha iniziato voli di linea verso l'Aeroporto di Baku-Heydər Əliyev in Azerbaigian, l'Aeroporto Ercan a Cipro del Nord e gli aeroporti di Adalia, Ankara e Smirne in Turchia.
A partire dal 6 aprile 2019, i voli della Turkish Airlines sono stati spostati nel nuovo aeroporto, mentre quelli delle altre compagnie sono rimasti nell'Aeroporto di Istanbul-Atatürk. In seguito, tutti i voli di linea sono stati trasferiti al nuovo aeroporto, e l'Aeroporto Atatürk è stato chiuso al traffico commerciale e merci (queste ultime nel 2022), rimanendo attivo solo per manutenzione-tecnica, aviazione generale, taxi aereo, voli aziendali e aerei statali e diplomatici.

## Posizione
L'aeroporto è situato lungo la costa del Mar Nero, a sudest del Lago di Durusu; amministrativamente si trova nel distretto di Arnavutköy, nella parte europea di Istanbul.

## Descrizione
L'aeroporto è stato progettato come il più grande aeroporto del mondo con una pianificazione di 150 milioni di passeggeri annui, ulteriormente ampliabile per gestirne 200 milioni per anno. Si tratta del terzo aeroporto internazionale di Istanbul dopo l'Aeroporto Atatürk (che, come detto, dal 2022 non ha più voli di linea) e l'Aeroporto Sabiha Gökçen.
L'aeroporto è stato inaugurato il 29 ottobre 2018. È stato riferito che il primo atterraggio di prova nell'aeroporto si sarebbe svolto il 26 febbraio 2018; tuttavia il primo sbarco ebbe luogo il 20 giugno 2018. Il collaudo dei sistemi di navigazione e elettronici con l'aereo DHMİ iniziò il 15 maggio 2018.
L'aeroporto, costruito da cinque compagnie turche e progettato da un gruppo di studi tra cui Scott Brownrigg, Grimshaw Architects e Heptic Architects, ha una estensione di 77 milioni di metri quadri (53.000 solamente per il duty free che risulta così il più grande del mondo), ha 42 chilometri di nastri bagagli, un parcheggio per 25.000 veicoli, 112 gate, 9.000 telecamere di sorveglianza ed è il frutto di un investimento complessivo di 10,2 miliardi di euro; il governo turco si aspetta incassi per 22,1 miliardi di euro nei primi dieci anni di gestione. Secondo una stima effettuata da un quotidiano turco, nel corso della sua costruzione sono morti 400 operai.

## Galleria d'immagini

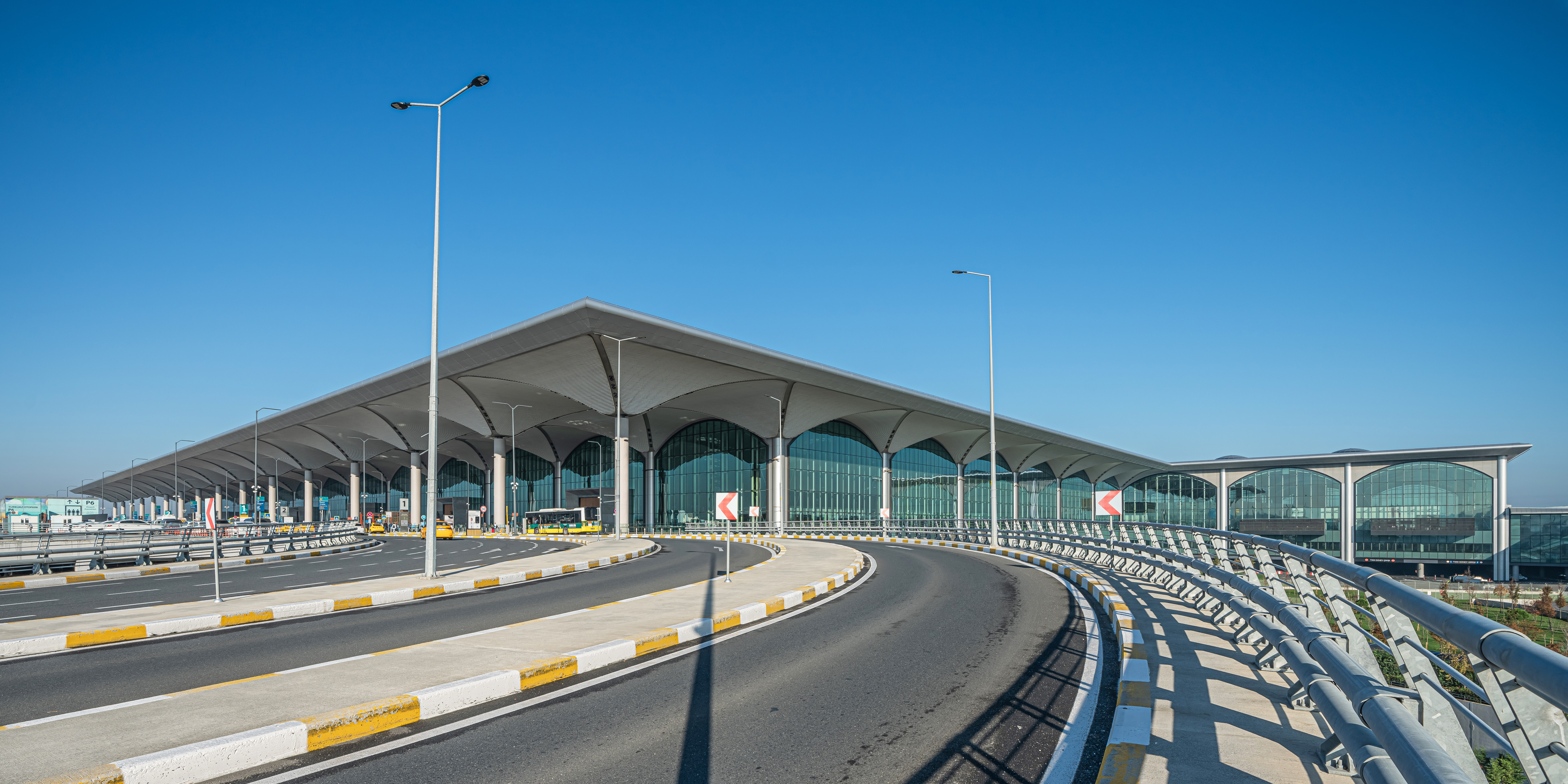
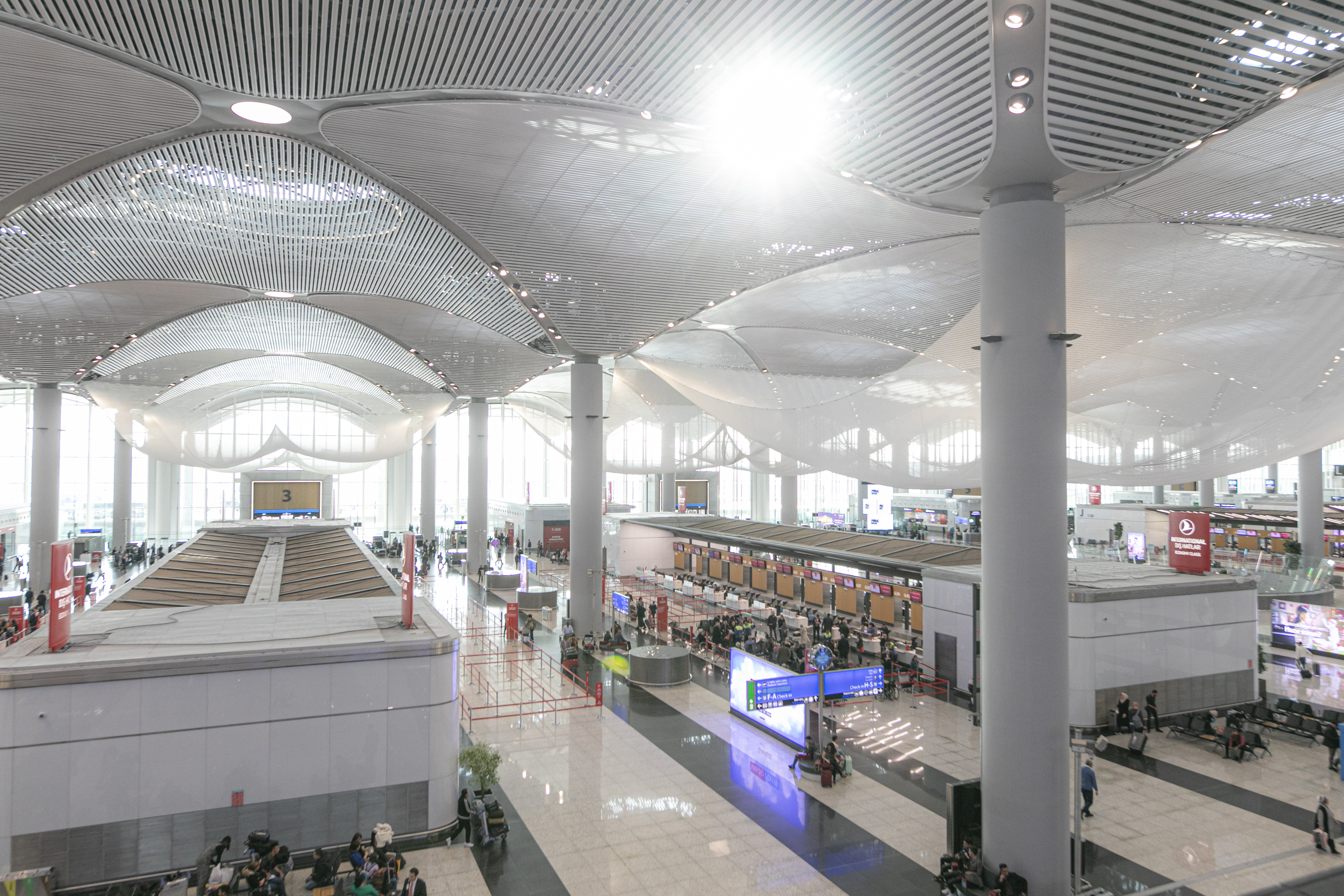
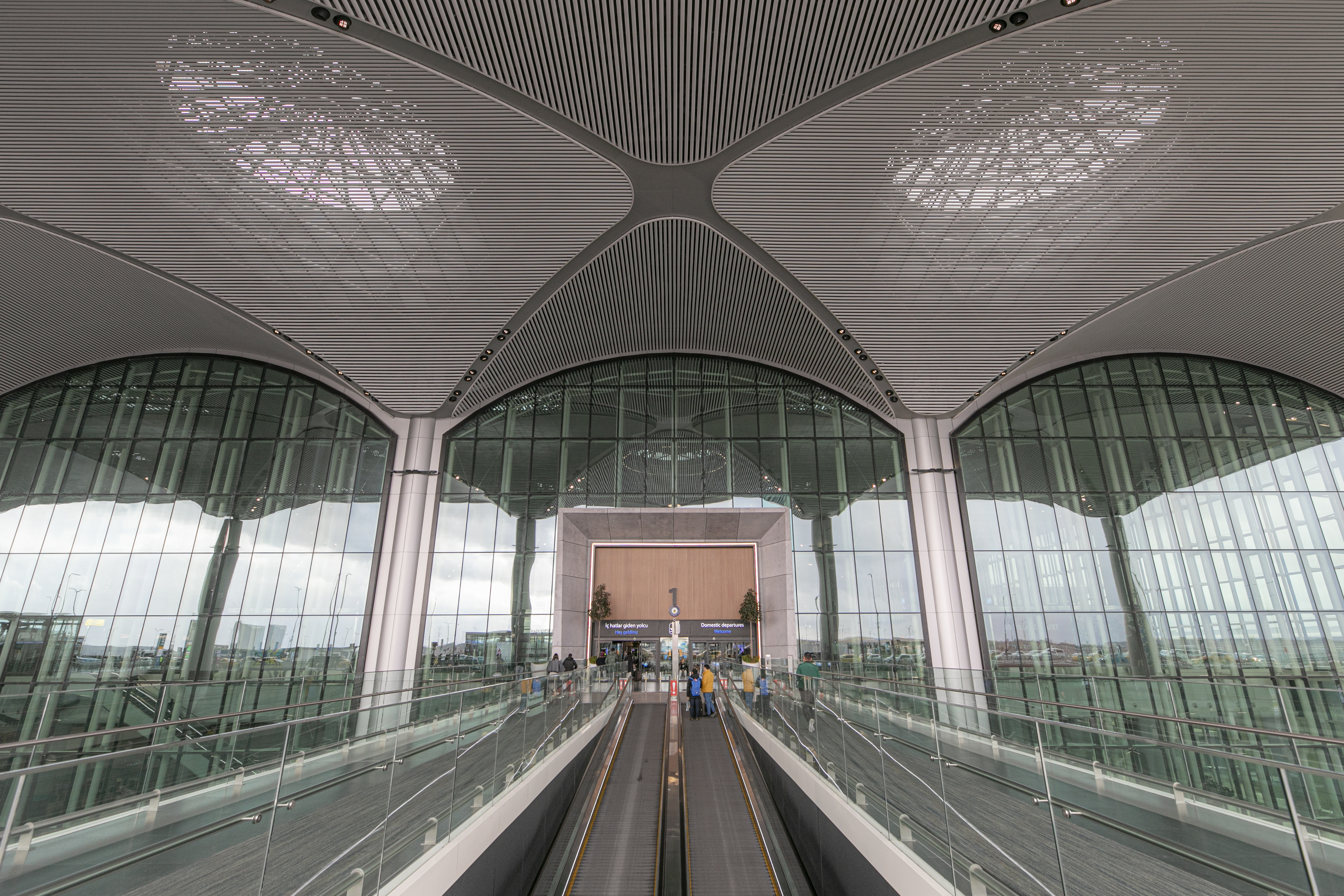
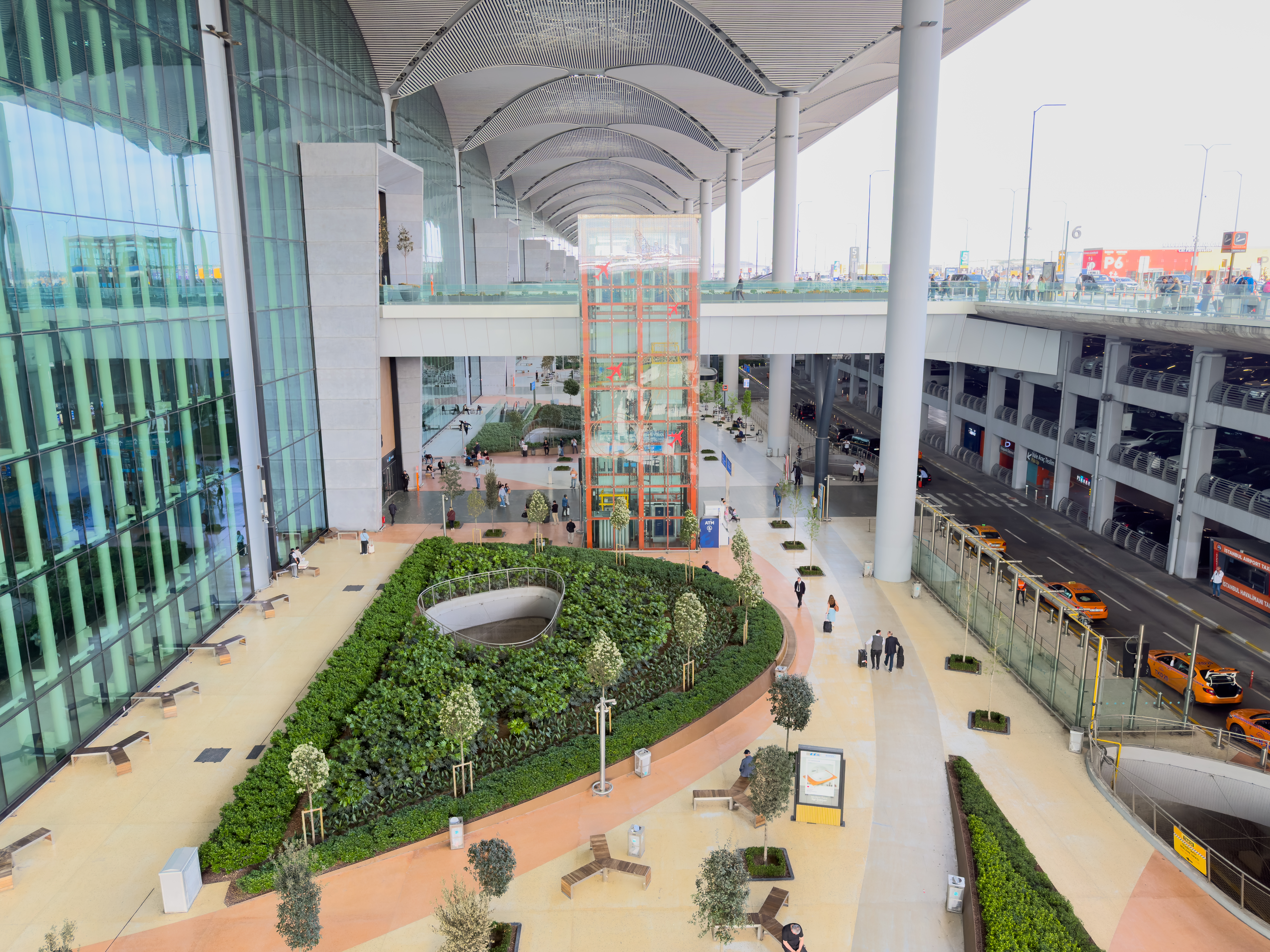
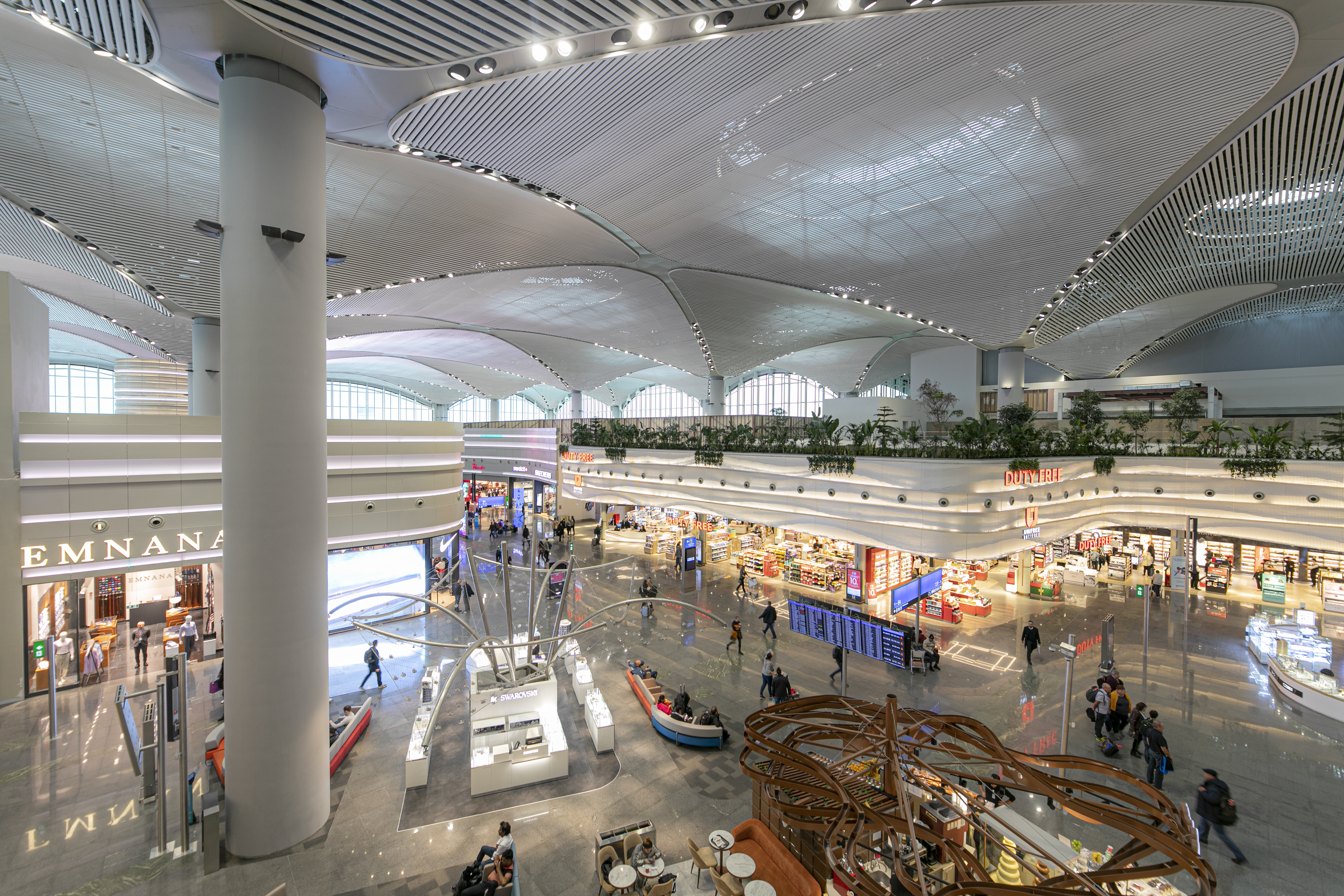
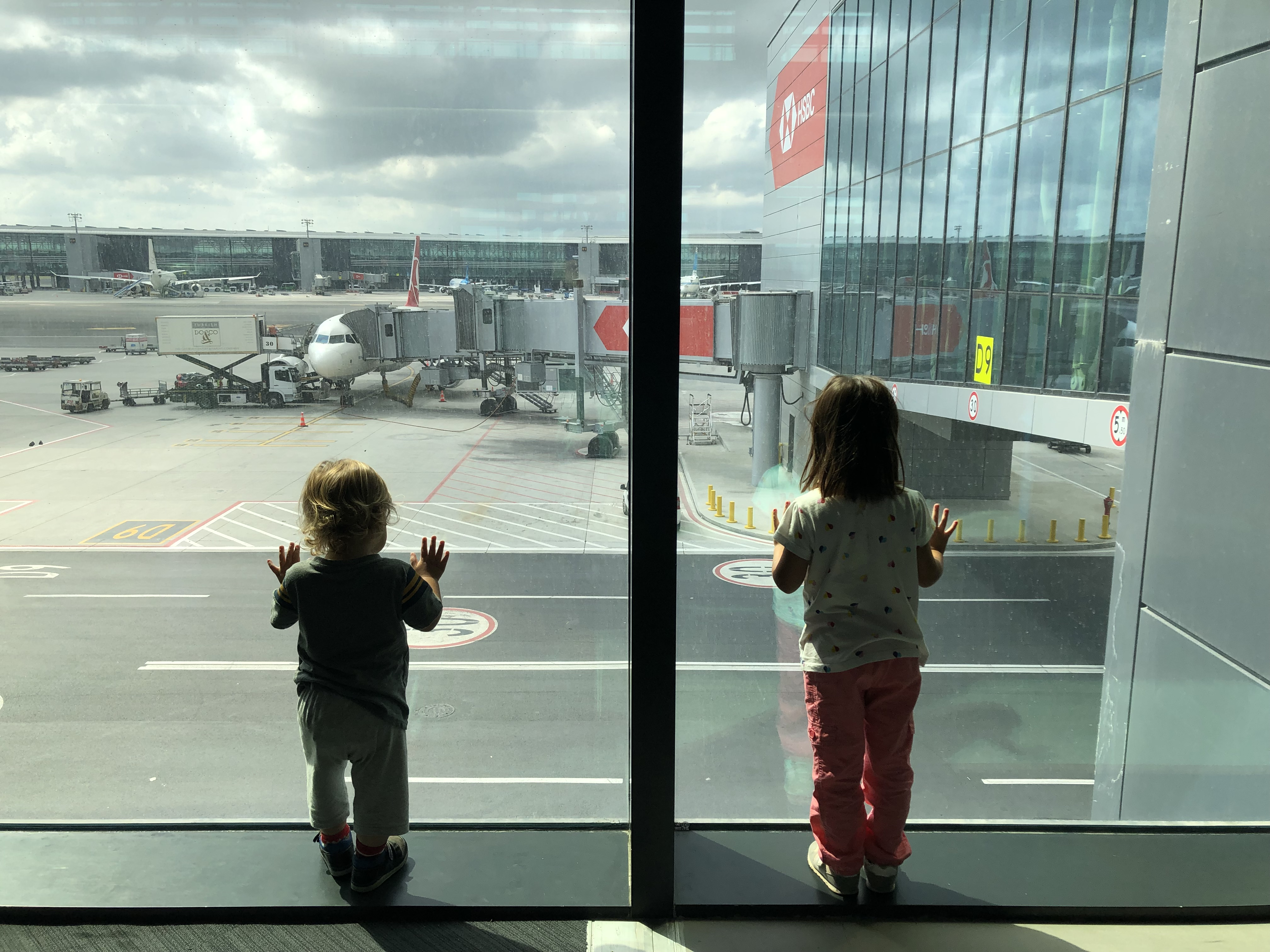